# Complémentarité
Pour le concept d'écologie, voir complémentarité des habitats.
En analyse convexe, un problème de complémentarité, est un système d'équations et d'inéquations, contenant une relation d'orthogonalité qui induit une combinatoire importante dans ce système, c'est-à-dire un grand nombre de manières de réaliser cette orthogonalité par des équations. La complémentarité est la discipline qui analyse ces problèmes et propose des algorithmes de résolution.
Les problèmes de complémentarité peuvent souvent être vus comme des cas particuliers d'inéquations variationnelles. Elles se sont d'abord présentées dans les conditions d'optimalité des problèmes d'optimisation sous contraintes, les conditions de Karush, Kuhn et Tucker.

## Exemples de problèmes de complémentarité

### Complémentarité linéaire
Le problème de complémentarité linéaire consiste à trouver un vecteur {\displaystyle x\in \mathbb {R} ^{n}} tel que
{\displaystyle x\geqslant 0,\qquad Mx+q\geqslant 0\qquad {\mbox{et}}\qquad \langle x,Mx+q\rangle =0,}
où {\displaystyle M\in \mathbb {R} ^{n\times n}}, {\displaystyle q\in \mathbb {R} ^{n}} et {\displaystyle \langle \cdot ,\cdot \rangle } désigne le produit scalaire euclidien. Les inégalités doivent se comprendre composante par composante. On écrit souvent ce problème de manière concise comme suit :
{\displaystyle 0\leqslant x\perp (Mx+q)\geqslant 0.}
La relation d'orthogonalité {\displaystyle \langle x,Mx+q\rangle =0} peut se réaliser de {\displaystyle 2^{n}} manières différentes : pour tout {\displaystyle i\in [\![1,n]\!]}, soit {\displaystyle x_{i}=0}, soit {\displaystyle (Mx+q)_{i}=0}. C'est ce grand nombre de possibilité qui rend le problème difficile à résoudre. Il est le plus souvent NP-difficile.

### Complémentarité non linéaire
Un problème de complémentarité plus général, et non linéaire, consiste à trouver un vecteur {\displaystyle x} dans un ensemble {\displaystyle \mathbb {E} } tel que
{\displaystyle K\ni F(x)\perp G(x)\in K^{+},}
où {\displaystyle F:\mathbb {E} \to \mathbb {H} } ({\displaystyle \mathbb {H} } est un espace de Hilbert), {\displaystyle G:\mathbb {E} \to \mathbb {H} }, {\displaystyle K} est un cône convexe fermé non vide de {\displaystyle \mathbb {H} }, {\displaystyle K^{+}} est le cône dual positif de {\displaystyle K} et l'orthogonalité est prise au sens du produit scalaire de {\displaystyle \mathbb {H} }. Cette écriture signifie que l'on cherche {\displaystyle x\in \mathbb {E} } tel que {\displaystyle F(x)\in K}, {\displaystyle G(x)\in K^{+}} et tel que {\displaystyle F(x)} et {\displaystyle G(x)} soient orthogonaux.